# Misión Imposible (serie cinematográfica)
Misión: Imposible es una serie de películas de acción y espionaje estadounidense basada en la serie televisiva del mismo título. La serie es coproducida y protagonizada por Tom Cruise como Ethan Hunt, un agente de la ficticia Fuerza de Misiones Imposibles (IMF).
La serie inició en 1996 con el estreno de Misión imposible y relata las misiones de Hunt, quien es forzado a encargarse del equipo principal de la IMF después de que este sea traicionado en la primera cinta de la serie. A diferencia de la serie televisiva que gira alrededor de varios personajes, las películas se centran en un personaje principal (Hunt), aunque otros personajes como Luther Stickell (interpretado por Ving Rhames) y Benji Dunn (interpretado por Simon Pegg) poseen papeles recurrentes a lo largo de la serie cinematográfica.
La serie es una de las franquicias más exitosas en términos de recaudación financiera en taquilla con $4,169 millones de dólares.

## Películas
| Título                                       | Fecha de estreno        | Dirección             | Guion                                      | Historia                                   | Producción                                                                       |
| -------------------------------------------- | ----------------------- | --------------------- | ------------------------------------------ | ------------------------------------------ | -------------------------------------------------------------------------------- |
| Misión imposible                             | 22 de mayo de 1996      | Brian De Palma        | David Koepp y Robert Towne                 | David Koepp y Steven Zaillian              | Tom Cruise y Paula Wagner                                                        |
| Misión imposible 2                           | 24 de mayo de 2000      | John Woo              | Robert Towne                               | Ronald D. Moore y Brannon Braga            | Tom Cruise y Paula Wagner                                                        |
| Misión imposible 3                           | 5 de mayo de 2006       | J. J. Abrams          | Alex Kurtzman, Roberto Orci y J. J. Abrams | Alex Kurtzman, Roberto Orci y J. J. Abrams | Tom Cruise y Paula Wagner                                                        |
| Misión imposible: protocolo fantasma         | 16 de diciembre de 2011 | Brad Bird             | Josh Appelbaum y André Nemec               | Josh Appelbaum y André Nemec               | Tom Cruise, J. J. Abrams y Bryan Burk                                            |
| Misión imposible: nación secreta             | 31 de julio de 2015     | Christopher McQuarrie | Christopher McQuarrie                      | Christopher McQuarrie y Drew Pearce        | Tom Cruise, J. J. Abrams, Bryan Burk, David Ellison, Dana Goldberg y Don Granger |
| Mission: Impossible - Fallout                | 27 de julio de 2018     | Christopher McQuarrie | Christopher McQuarrie                      | Christopher McQuarrie                      | Tom Cruise, Christopher McQuarrie, Jake Myers y J. J. Abrams                     |
| Misión imposible: Sentencia mortal - Parte 1 | 12 de julio de 2023     | Christopher McQuarrie | Christopher McQuarrie y Erik Jendresen     | Christopher McQuarrie y Erik Jendresen     | Tom Cruise y Christopher McQuarrie                                               |
| Misión imposible: Sentencia final            | 27 de mayo de 2025      | Christopher McQuarrie | Christopher McQuarrie y Erik Jendresen     | Christopher McQuarrie y Erik Jendresen     | Tom Cruise y Christopher McQuarrie                                               |

## Reparto
| Personaje                       | Películas            | Películas          | Películas              | Películas                            | Películas                        | Películas                     | Películas                          | Películas                         |
| Personaje                       | Misión Imposible     | Misión Imposible 2 | Misión Imposible 3     | Misión Imposible: Protocolo Fantasma | Misión Imposible: Nación Secreta | Misión Imposible: Repercusión | Misión imposible: Sentencia mortal | Misión imposible: Sentencia final |
| Personaje                       | 1996                 | 2000               | 2006                   | 2011                                 | 2015                             | 2018                          | 2023                               | 2025                              |
| ------------------------------- | -------------------- | ------------------ | ---------------------- | ------------------------------------ | -------------------------------- | ----------------------------- | ---------------------------------- | --------------------------------- |
| Ethan Hunt                      | Tom Cruise           | Tom Cruise         | Tom Cruise             | Tom Cruise                           | Tom Cruise                       | Tom Cruise                    | Tom Cruise                         | Tom Cruise                        |
| Luther Stickell                 | Ving Rhames          | Ving Rhames        | Ving Rhames            | Ving Rhames                          | Ving Rhames                      | Ving Rhames                   | Ving Rhames                        | Ving Rhames                       |
| Benji Dunn                      |                      |                    | Simon Pegg             | Simon Pegg                           | Simon Pegg                       | Simon Pegg                    | Simon Pegg                         | Simon Pegg                        |
| Jim Phelps                      | Jon Voight           |                    |                        |                                      |                                  |                               |                                    |                                   |
| Claire Phelps                   | Emmanuelle Béart     |                    |                        |                                      |                                  |                               |                                    |                                   |
| Eugene Kittridge                | Henry Czerny         |                    |                        |                                      |                                  |                               | Henry Czerny                       | Henry Czerny                      |
| Franz Krieger                   | Jean Reno            |                    |                        |                                      |                                  |                               |                                    |                                   |
| Sarah Davies                    | Kristin Scott Thomas |                    |                        |                                      |                                  |                               |                                    |                                   |
| Jack Harmon                     | Emilio Estevez       |                    |                        |                                      |                                  |                               |                                    |                                   |
| Max                             | Vanessa Redgrave     |                    |                        |                                      |                                  |                               |                                    |                                   |
| Sean Ambrose                    |                      | Dougray Scott      |                        |                                      |                                  |                               |                                    |                                   |
| Ulrich                          |                      | Dominic Purcell    |                        |                                      |                                  |                               |                                    |                                   |
| Nyah Nordoff-Hall               |                      | Thandie Newton     |                        |                                      |                                  |                               |                                    |                                   |
| Hugh Stamp                      |                      | Richard Roxburgh   |                        |                                      |                                  |                               |                                    |                                   |
| Billy Baird                     |                      | John Polson        |                        |                                      |                                  |                               |                                    |                                   |
| John C. McCloy                  |                      | Brendan Gleeson    |                        |                                      |                                  |                               |                                    |                                   |
| Dr. Nekhorvich                  |                      | Rade Šerbedžija    |                        |                                      |                                  |                               |                                    |                                   |
| Owen Davian                     |                      |                    | Philip Seymour Hoffman |                                      |                                  |                               |                                    |                                   |
| Julia Meade                     |                      |                    | Michelle Monaghan      | Michelle Monaghan                    |                                  | Michelle Monaghan             |                                    |                                   |
| John Musgrave                   |                      |                    | Billy Crudup           |                                      |                                  |                               |                                    |                                   |
| Declan Gormley                  |                      |                    | Jonathan Rhys Meyers   |                                      |                                  |                               |                                    |                                   |
| Rick Meade                      |                      |                    | Aaron Paul             |                                      |                                  |                               |                                    |                                   |
| Lindsey Farris                  |                      |                    | Keri Russell           |                                      |                                  |                               |                                    |                                   |
| Zhen Lei                        |                      |                    | Maggie Q               |                                      |                                  |                               |                                    |                                   |
| Theodore Brassel                |                      |                    | Laurence Fishburne     |                                      |                                  |                               |                                    |                                   |
| William Brandt                  |                      |                    |                        | Jeremy Renner                        | Jeremy Renner                    |                               |                                    |                                   |
| Jane Carter                     |                      |                    |                        | Paula Patton                         |                                  |                               |                                    |                                   |
| Kurt Hendricks                  |                      |                    |                        | Michael Nyqvist                      |                                  |                               |                                    |                                   |
| Trevor Hanaway                  |                      |                    |                        | Josh Holloway                        |                                  |                               |                                    |                                   |
| Marius Wistrom                  |                      |                    |                        | Samuli Edelmann                      |                                  |                               |                                    |                                   |
| Sabine Moreau                   |                      |                    |                        | Léa Seydoux                          |                                  |                               |                                    |                                   |
| Brij Nath                       |                      |                    |                        | Anil Kapoor                          |                                  |                               |                                    |                                   |
| Ilsa Faust                      |                      |                    |                        |                                      | Rebecca Ferguson                 | Rebecca Ferguson              | Rebecca Ferguson                   |                                   |
| Solomon Lane                    |                      |                    |                        |                                      | Sean Harris                      | Sean Harris                   |                                    |                                   |
| Alan Hunley                     |                      |                    |                        |                                      | Alec Baldwin                     | Alec Baldwin                  |                                    |                                   |
| Janik Vinter                    |                      |                    |                        |                                      | Jens Hultén                      |                               |                                    |                                   |
| August Walker                   |                      |                    |                        |                                      |                                  | Henry Cavill                  |                                    |                                   |
| Erica Sloan                     |                      |                    |                        |                                      |                                  | Angela Bassett                |                                    | Angela Bassett                    |
| Alanna Mitsopolis / White Widow |                      |                    |                        |                                      |                                  | Vanessa Kirby                 | Vanessa Kirby                      |                                   |
| Patrick                         |                      |                    |                        |                                      |                                  | Wes Bentley                   |                                    |                                   |
| Zola                            |                      |                    |                        |                                      |                                  | Frederick Schmidt             | Frederick Schmidt                  |                                   |
| Grace                           |                      |                    |                        |                                      |                                  |                               | Hayley Atwell                      | Hayley Atwell                     |
| Paris                           |                      |                    |                        |                                      |                                  |                               | Pom Klementieff                    | Pom Klementieff                   |
| Jasper Briggs                   |                      |                    |                        |                                      |                                  |                               | Shea Whigham                       | Shea Whigham                      |
| Gabriel                         |                      |                    |                        |                                      |                                  |                               | Esai Morales                       | Esai Morales                      |
| Maríe                           |                      |                    |                        |                                      |                                  |                               | Mariela Garriga                    | Mariela Garriga                   |

## Recepción y taquilla

### Taquilla
| Película                                     | Año de lanzamiento      | Presupuesto          | Taquilla mundial | Taquilla mundial | Taquilla mundial | Referencias |
| Película                                     | Año de lanzamiento      | Presupuesto          | Doméstica        | Internacional    | Mundial          | Referencias |
| -------------------------------------------- | ----------------------- | -------------------- | ---------------- | ---------------- | ---------------- | ----------- |
| Misión imposible                             | 22 de mayo de 1996      | $80 000 000          | $180 981 856     | $276 714 535     | $457 696 391     | [ 2 ]       |
| Misión imposible 2                           | 24 de mayo de 2000      | $125 000 000         | $215 409 889     | $330 978 219     | $546 388 108     | [ 3 ]       |
| Misión imposible 3                           | 5 de mayo de 2006       | $150 000 000         | $134 029 801     | $264 449 696     | $398 479 497     | [ 4 ]       |
| Misión imposible: protocolo fantasma         | 16 de diciembre de 2011 | $145 000 000         | $209 397 903     | $485 315 477     | $694 713 380     | [ 5 ]       |
| Misión imposible: nación secreta             | 31 de julio de 2015     | $150 000 000         | $195 042 377     | $515 874 026     | $710 916 403     | [ 6 ]       |
| Mission: Impossible - Fallout                | 27 de julio de 2018     | $178 000 000         | $220 159 104     | $604 011 463     | $824 171 374     | [ 7 ]       |
| Misión imposible: Sentencia mortal - Parte 1 | 12 de julio de 2023     | $291 000 000         | $172 640 980     | $398 484 455     | $571 125 435     | [ 8 ]       |
| Misión imposible: Sentencia final            | 22 de mayo de 2025      | $300–400 000 000     | $125 167 823     | $231 200 000     | $579 367 823     | [ 9 ]       |
| Total                                        | Total                   | $1 419–1 519 000 000 | $1 452 829 733   | $3 107 027 871   | $4 147 858 472   | [ 10 ]      |

### Crítica y respuesta de la audiencia
| Película                                     | Rotten Tomatoes    | Rotten Tomatoes      | Rotten Tomatoes        | Metacritic      | Metacritic        | CinemaScore | IMDb                | FilmAffinity        |
| Película                                     | Críticos           | Críticos importantes | Audiencia              | Críticos        | Audiencia         | CinemaScore | IMDb                | FilmAffinity        |
| -------------------------------------------- | ------------------ | -------------------- | ---------------------- | --------------- | ----------------- | ----------- | ------------------- | ------------------- |
| Misión Imposible                             | 65 % (158 reseñas) | 63 % (57 reseñas)    | 71 % (866 702 votos)   | 59 (29 reseñas) | 7.3 (483 votos)   | B+          | 7.2 (496 000 votos) | 6.3 (105 002 votos) |
| Misión Imposible 2                           | 57 % (210 reseñas) | 54 % (61 reseñas)    | 42 % (451 531 votos)   | 59 (40 reseñas) | 5.7 (418 votos)   | B           | 6.1 (397 000 votos) | 4.8 (77 049 votos)  |
| Misión Imposible 3                           | 73 % (248 reseñas) | 66 % (59 reseñas)    | 69 % (508 456 votos)   | 66 (42 reseñas) | 7.2 (635 votos)   | A–          | 6.9 (409 000 votos) | 5.6 (40 910 votos)  |
| Misión Imposible: Protocolo Fantasma         | 94 % (250 reseñas) | 91 % (67 reseñas)    | 76 % (472 670 votos)   | 73 (47 reseñas) | 7.7 (967 votos)   | A–          | 7.4 (548 000 votos) | 6.1 (34 781 votos)  |
| Misión Imposible: Nación Secreta             | 94 % (326 reseñas) | 94 % (70 reseñas)    | 87 % (92 423 votos)    | 75 (46 reseñas) | 7.8 (964 votos)   | A           | 7.4 (430 000 votos) | 6.3 (23 555 votos)  |
| Misión Imposible: Repercusión                | 98 % (443 reseñas) | 96 % (95 reseñas)    | 89 % (10 000 votos)    | 87 (60 reseñas) | 8.3 (1 070 votos) | A           | 7.7 (401 000 votos) | 6.6 (19 517 votos)  |
| Misión Imposible: Sentencia Mortal - Parte 1 | 96 % (435 reseñas) | 95 % (77 reseñas)    | 94 % (+5000 votos)     | 81 (66 reseñas) | 7.8 (644 reseñas) | A           | 7.6 (296 000 votos) | 7.4 (2 238 votos)   |
| Mision imposible: Sentencia final            | 80 % (372 reseñas) | 77 % (65 reseñas)    | 89 % (+10 000 reseñas) | 67 (57 reseñas) | 7.0 (215 reseñas) | A-          | 7.5 (74 000 votos)  | 6.9 (3 482 votos)   |
| Promedio                                     | 82 %               | 79 %                 | 76 %                   | 70              | 7.3               | A           | 7.2                 | 6.2                 |

### Ubicación geográfica de las películas deMisión Imposible
| Título                                       | Localizaciones |
| -------------------------------------------- | --- |
| Misión imposible                             | República Checa: Praga · Estados Unidos: Langley · Reino Unido: Londres                                                        |
| Misión imposible 2                           | España: Sevilla · Estados Unidos: Utah · Australia: Sídney                                                                     |
| Misión imposible 3                           | Estados Unidos: Virginia · China: Shanghái · Italia: Roma · Ciudad del Vaticano · Alemania: Berlín.                            |
| Misión imposible: protocolo fantasma''       | Rusia: Moscú Emiratos Árabes Unidos: Dubái India: Bombay Estados Unidos: San Francisco Hungría: Budapest                       |
| Misión imposible: nación secreta             | Bielorrusia: Minsk Estados Unidos: Washington D. C. Austria: Viena Marruecos: Tánger y Casablanca Reino Unido: Londres : París |
| Mission: Impossible - Fallout                | Alemania: Berlín Reino Unido: Londres Francia: París , Cachemira                                                               |
| Misión imposible: Sentencia mortal - Parte 1 | Emiratos Árabes Unidos: Abu Dabi y Desierto de Rub al-Jali · Italia: Roma y Venecia · Austria: Alpes orientales                |
| Misión imposible: Sentencia final            | Reino Unido: Londres Estados Unidos: Isla de San Mateo y Bluemont Sudáfrica: Congo-Sowa                                        |

## En la cultura popular
La música de introducción de la franquicia es muy utilizada en otras películas como en: Shrek 2 (2004), El Lorax (2012).